# Sabine Everts
Sabine Everts (* 4. März 1961 in Düsseldorf) ist eine ehemalige deutsche Leichtathletin, die – für die Bundesrepublik startend – bei den Olympischen Spielen 1984 in Los Angeles die Bronzemedaille im Siebenkampf gewann (6363 Punkte; Einzelleistungen: 13,54 s – 12,49 m – 1,89 m – 24,01 s – 6,71 m – 32,62 m – 2:09,05 min), einzig von Glynis Nunn (Gold – 6390 Pkt.) und Jackie Joyner (Silber – 6385 Pkt.) geschlagen.
Nach der ein Jahr später (bis heute) gültigen Punktewertung hätte sie mit einem Punkt Vorsprung die Goldmedaille gewonnen.

## Bestleistungen
- 100 Meter – 11,5 s (1980)
- 200 Meter – 23,43 s (1982)
- 400 Meter – 52,80 s (1981)
- 800 Meter – 2:06,17 min (1983)
- 100 Meter Hürden – 13,17 s (1982)
- 400 Meter Hürden – 55,48 s (1985)
- Hochsprung – 1,89 m (1982)
- Weitsprung – 6,77 m (1982)
- Kugelstoßen – 13,09 m (1988)
- Speerwurf – 37,62 m (1983)
- Siebenkampf 6523 Punkte (Einzelleistungen: 13,45 s – 12,39 m – 1,89 m – 23,73 s – 6,75 m – 36,02 m – 2:07,72 min) am 9./10. Juni 1982 in Mannheim.

Die Mannschaftsleistungen, zu denen sie beitrug, waren in der 4-mal-100-Meter-Staffel – 44,84 s; in der 4-mal-400-Meter-Staffel – 3:34,06 min und in der 3-mal-800-Meter-Staffel – 6:25,09 min sowie in der Siebenkampfmannschaft 17.783 Punkte.
Sie war vor allem als Mehrkämpferin erfolgreich, wobei sie regelmäßig ihre große Rivalin Sabine Braun bezwang. Nach 1980 bis 1983 und 1985 errang sie bei den Deutschen Mehrkampfmeisterschaften 1988 ihren sechsten Meistertitel im Siebenkampf, als sie Birgit Clarius auf Platz zwei verwies. Weitere Siege erkämpfte sie sich im Weitsprung 1979, 1980 und 1982; 1985 wurde sie Deutsche Meisterin im 400-Meter-Hürdenlauf. 1982 wurde sie auch Deutsche 4-mal-100-Meter-Staffelmeisterin.
Deutsche Hallenmeisterin wurde sie ebenso über 60 Meter Hürden (1982) wie auch im Weitsprung (1979, 1980, 1982, 1985) und in der 4-mal-200-Meter-Staffel (1982).

## Weitere internationale Höhepunkte
- 1977, Junioreneuropameisterschaften: sechster Platz im Weitsprung 6,17 m, 100 m Hürden Vorlauf: 14,12 s
- 1979, Junioreneuropameisterschaften: erster Platz im Fünfkampf mit Juniorenweltrekord: 13,46 s 100 m Hürden, 11,91 m Kugelstoßen, 1,86 m Hochsprung, 6,53 m Weitsprung, und 2:16,3e min über 800 m; zweiter Platz im Weitsprung mit 6,46 m (ein Zentimeter Rückstand zum 1. Platz)
- 1980, Halleneuropameisterschaften: dritter Platz im Weitsprung 6,54 m;
- 1982, Halleneuropameisterschaften: erster Platz im Weitsprung 6,70 m;
- 1982, Europameisterschaften: dritter Platz im Siebenkampf (6418 Punkte); fünfter Platz im Weitsprung (6,68 m; zuerst Platz sechs, nach späterer Disqualifikation der Fünften korrigiert)
- 1983, Weltmeisterschaften: vierter Platz im Siebenkampf (6398 Punkte); im Weitsprung nicht für den Endkampf qualifiziert
- 1988, Olympische Spiele in Seoul: im Siebenkampf aufgegeben

Sabine Everts startete für die LAV Düsseldorf, 1985 für LAV Bayer Uerdingen-Dormagen und trainierte bei Wolfgang Vander. In ihrer aktiven Zeit war sie 1,69 m groß und wog 56 kg.
Sie ist mit dem Leichtathletiktrainer Hans-Jörg Thomaskamp verheiratet und hat zwei Söhne aus dieser Ehe.